# Basilique Santa Maria in Montesanto
La basilique Santa Maria di Montesanto (parfois appelée : Chiesa degli artisti, Eglise des artistes)  est située sur la Piazza del Popolo à Rome.
Elle se trouve en face de la porte nord du Mur d'Aurélien, à l'entrée de la Via del Corso. Elle possède une église jumelle, Santa Maria dei Miracoli, ainsi dénommée en raison de leur aspect extérieur semblable : elles n'ont en effet que quelques différences, dans le plan et dans les détails extérieurs.

## Description
Les deux églises sont à la base de ce qu'on appelle le "trident", trois rues partant de la Piazza del Popolo : à partir de la gauche, Via del Babuino, Via del Corso et Via di Ripetta. Les deux premières sont séparées par Santa Maria in Montesanto, les deux suivantes par Santa Maria dei Miracoli.
L'origine des églises remonte au XVIIe siècle dans ce qui était l'entrée principale de Rome, au Moyen Âge et à la Renaissance, à Rome par la Via Flaminia.
Le pape Alexandre VII a commandé la conception monumentale de l'entrée de la Via del Corso à l'architecte Carlo Rainaldi. Cela comprenait deux églises, mais les différentes configurations des deux emplacements disponibles ont obligé de profondes modifications aux projets.
Les deux églises ont été financées par le cardinal Girolamo Gastaldi, dont l'emblème est présent dans les deux églises.

À la suite des démarches de l'abbé Paul Buguet auprès du Vatican et sur les conseils du cardinal Parocchi, nommé protecteur de l'archiconfrérie, une chapelle latérale de la basilique est consacrée à l'« Œuvre expiatoire en faveur des âmes délaissées du Purgatoire » (Œuvre de Montligeon) et l'abbé Buguet fut nommé archiprêtre honoraire de la basilique.

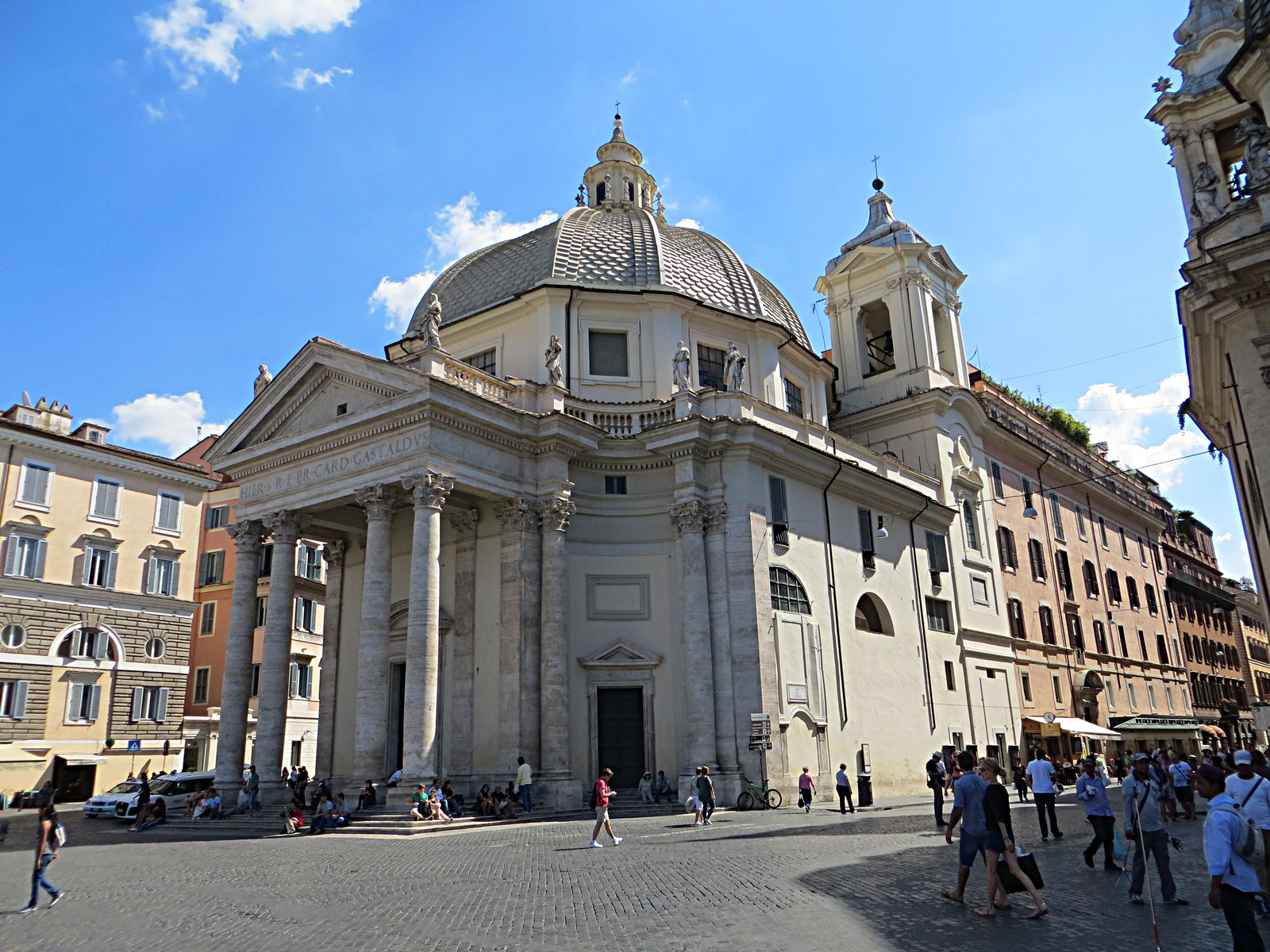
Santa Maria in Montesanto
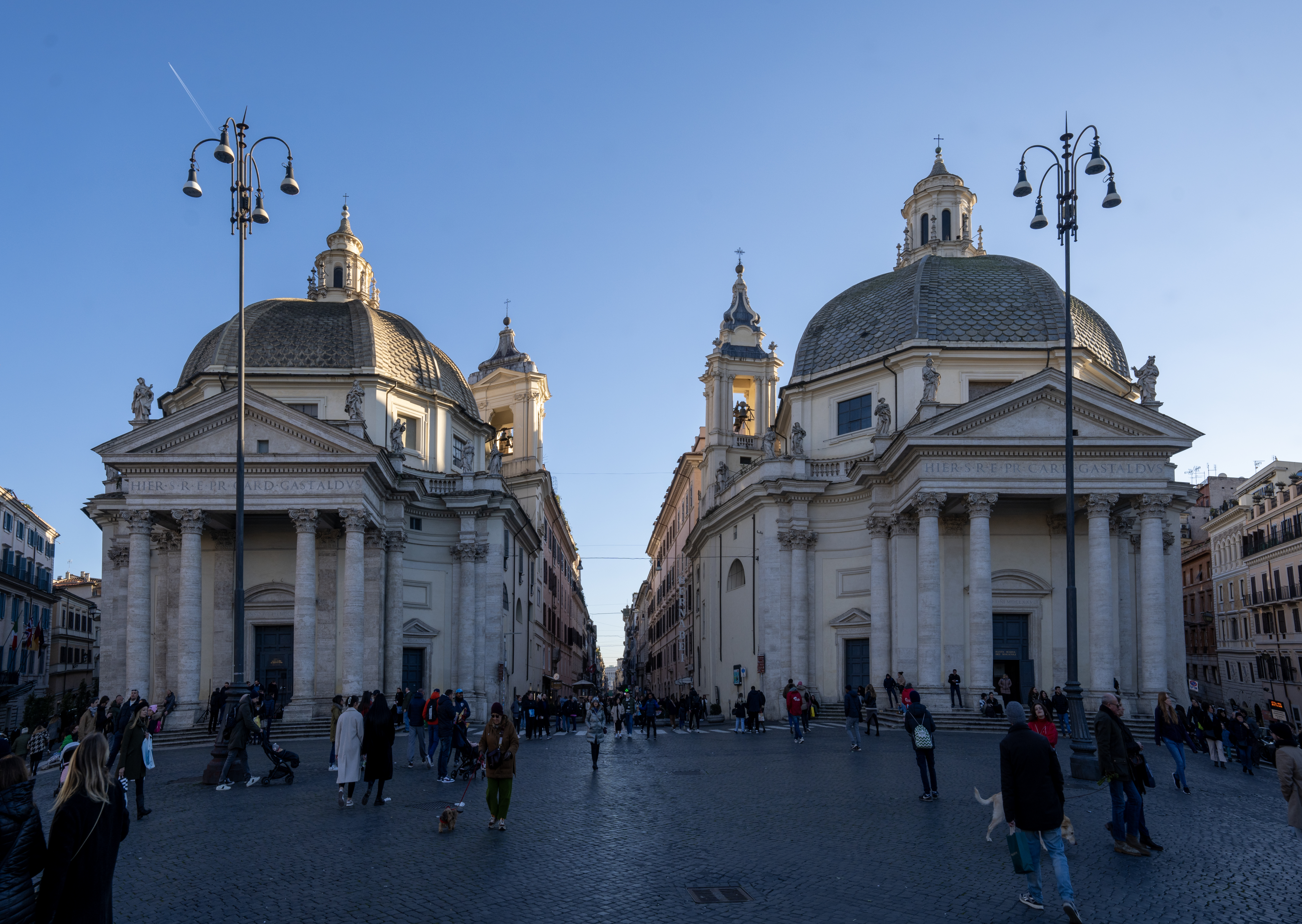
Les églises jumelles : Santa Maria in Montesanto à gauche et l'église Santa Maria dei Miracoli à droite

## Source
- (en) Cet article est partiellement ou en totalité issu de l’article de Wikipédia en anglais intitulé « Santa Maria dei Miracoli and Santa Maria in Montesanto » (voir la liste des auteurs).